# ألكساندر وورز
ألكساندر وورز (بالألمانية: Alexander Wurz)‏ مواليد 15 فبراير 1974 في النمسا السفلى، هو سائق فورملا 1 نمساوي بدأ مسيرته الاحترافية سنة 1997. كان أول سباق له هو جائزة كندا الكبرى 1997. خاض خلال مسيرته 69 سباقاً.

## سباقات شارك فيها
- لو مان 24 ساعة
- بطولة فورمولا 3 الألمانية
- بطولة فورمولا 3 البريطانية
- بطولة العالم للتحمل

## روابط خارجية
- ألكساندر وورز على موقع Racing-Reference.info (الإنجليزية)
- ألكساندر وورز على موقع DriverDB.com (الإنجليزية)
- ألكساندر وورز على موقع eWRC-results.com (الإنجليزية)